# Magallanes (Cavite)
Magallanes è una municipalità di quinta classe delle Filippine, situata nella Provincia di Cavite, nella Regione di Calabarzon.
Magallanes è formata da 16 baranggay:
- Baliwag
- Barangay 1 (Pob.)
- Barangay 2 (Pob.)
- Barangay 3 (Pob.)
- Barangay 4 (Pob.)
- Barangay 5 (Pob.)
- Bendita I
- Bendita II
- Caluangan
- Kabulusan
- Medina
- Pacheco
- Ramirez
- San Agustin
- Tua
- Urdaneta